# Емблема Комуністичної партії Китаю
Емблема Комуністичної партії Китаю — стилізована версія серпа і молота. Відповідно до статті 53 Конституції Комуністичної партії Китаю, «партійна емблема і прапор є символом і знаком Комуністичної партії Китаю».

## Історія
На початку своєї історії Комуністична партія Китаю не мала єдиного офіційного стандарту для прапора, натомість дозволяла окремим партійним комітетам копіювати прапор Комуністичної партії Радянського Союзу. 28 квітня 1942 року Центральне Політбюро ухвалило постанову про встановлення єдиного офіційного прапора. «Прапор Комуністичної партії Китаю має пропорцію довжини до ширини 3:2 із зображенням серпа та молота у верхньому лівому куті та без п'ятипроменевої зірки. Політичне бюро уповноважує Генеральну канцелярію виготовити на замовлення ряд стандартних прапорів і розповсюдити їх до всіх головних органів».
21 вересня 1996 року Генеральний офіс КПК видав «Положення про виробництво та використання прапора та емблеми Комуністичної партії Китаю», в якому говорилося, що емблема та прапор є офіційними символами та знаками партії.

## Дизайн
Як повідомляє Женьмінь жибао, "стандартний прапор партії — 120 сантиметрів (см) у довжину та 80 см в ширину. У центрі лівого верхнього кута (чверть довжини та ширини до межі) жовтий серп і молот 30 см в діаметрі. Рукав прапора (поділ древка) білого кольору та 6,5 см в ширину. Розмір подолу древка не входить до розміру прапора. Всього прапор має п'ять вимірів, розміри «№ 1:288 см в довжину і 192 см в ширину; немає. 2: 240 см в довжину і 160 см в ширину; немає. 3: 192 см в довжину і 128 см в ширину; немає. 4: 144 см в довжину і 96 см в ширину; немає. 5: 96 см в довжину і 64 см завширшки».

## Символізм
За словами китайського уряду, «серп і молот разом символізують знаряддя праці робітників і селян. Емблема загалом символізує, що Комуністична партія Китаю є авангардом робітничого класу Китаю, і вона представляє фундаментальні інтереси робітничого класу та переважної більшості китайського народу».

## Галерея

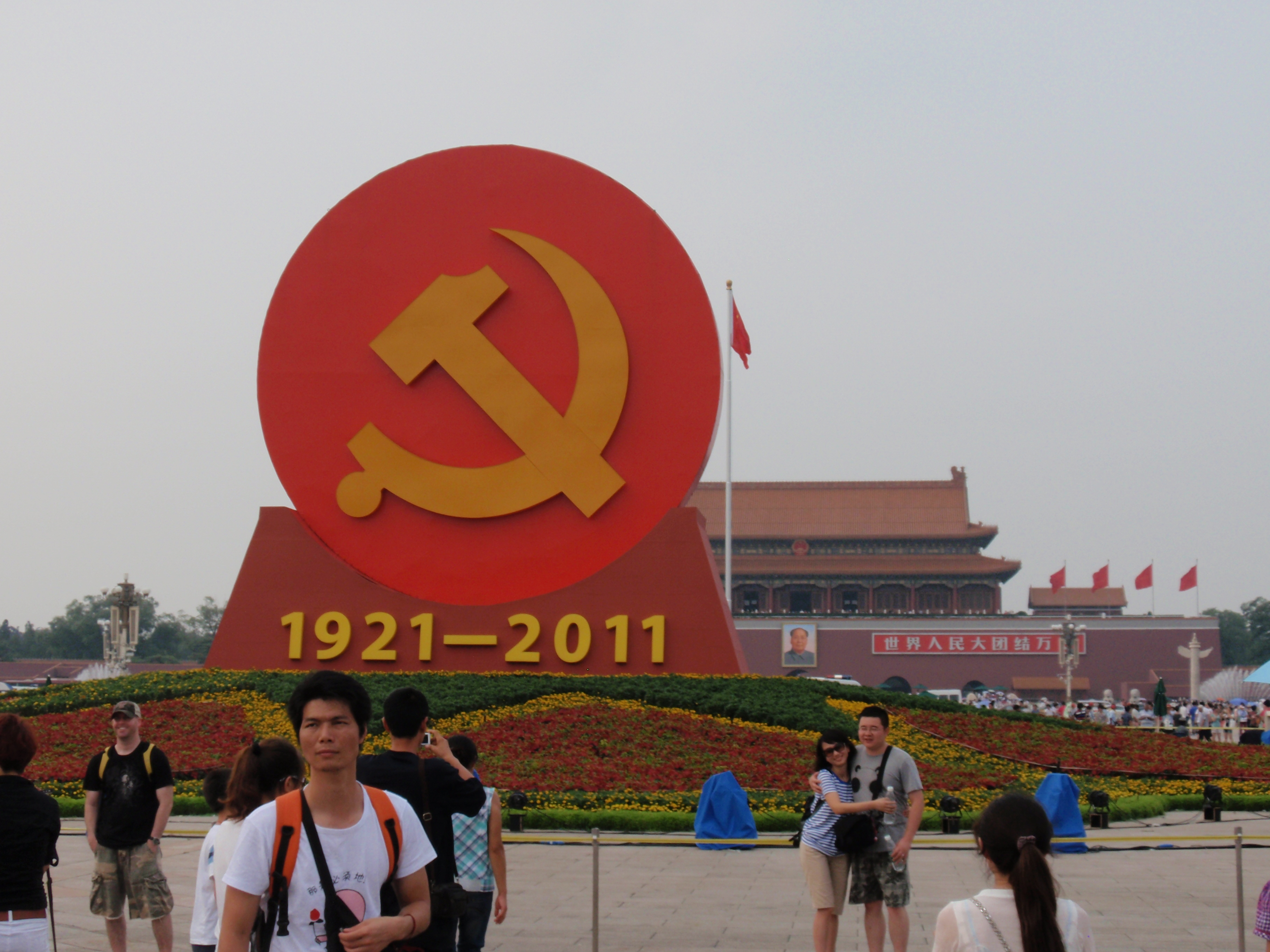
Тимчасовий монумент на площі Тяньаньмень на честь 90-річчя Комуністичної партії Китаю в 2011 році